# Мост Патона
Мост имени Е. О. Пато́на (укр. Міст імені Є. О. Патона; также — мост Патона; укр. міст Патона) — один из мостов через Днепр в Киеве.
Длина — 1543 м. Является частью Малой окружной дороги.

## История строительства
Строительство начато в 1940 году.
В 1942 г., используя конструкции незавершённого строительства, немецкие оккупанты (при участии венгерских частей) построили временный деревянный мост, которому было присвоено имя фельдмаршала Вальтера фон Райхенау. Мост сожжён при отступлении в 1943 г., но несущие конструкции сохранились.
После освобождения Киева первоначально было принято решение восстановить расположенный поблизости Наводницкий мост. Строительство моста Патона было возобновлено в конце 1940-х гг.
Строительство моста им. Патона завершено в 1953 году, движение по мосту открыто 5 ноября 1953 года. В связи с завершением сооружения был вторично снесён расположенный поблизости Наводницкий мост, значительно уступавший мосту Патона по функциональности.

## Конструкция
Мост балочной конструкции, со сплошными главными балками двутаврового сечения длиной 58 и 57 м, высотой 3,6 м, 26-пролётный, с 48 опорами на кессонной основе. Пролётные строения состоят из 264 однотипных блоков длиной 29 м, во время монтажа которых было сварено 10 668 м швов. Ширина проезжей части 21 м, ширина тротуаров — по 3 м. Для увеличения безопасности движения в 1968 году на мосту Патона было устроено полужёсткое декоративно-художественное ограждение (впервые в СССР). Его выполнило предприятие из города Донецка «Ремкоммунэлектротранс». С 1 ноября 1954 года и до 9 июня 2004 года по мосту проходила трамвайная линия.
Въезд на мост со стороны правого берега оформлен пропилеями дорического ордера, с левого — двумя колоннами высотой 20 м.
Проектировали и сооружали мост Патона:
- Институт «Укрпроектстальконструкция», Киев.
- Трест Мостострой № 1, Киев.
- Институт электросварки им. Е. О. Патона АН УССР.
- Днепропетровский завод металлоконструкций им. И. В. Бабушкина.

Непосредственное участие в проектировании и строительстве моста принимал академик Евгений Оскарович Патон, именем которого назвали это сооружение.
Наибольший в Европе на момент строительства цельносварной мост, у которого впервые все швы, включая и монтажные, выполнены с помощью автоматической сварки.
В 2009 году была реконструирована транспортная развязка на левобережном въезде на мост Патона.

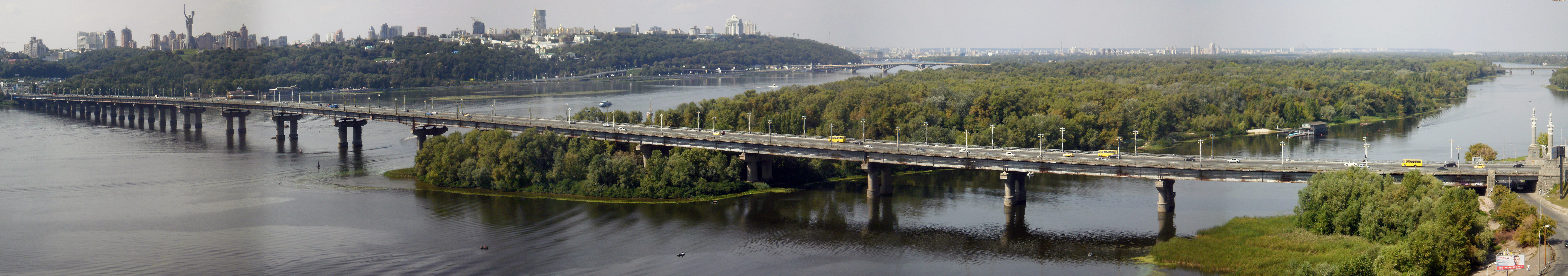
Вид на мост с Березняков

## Трамвай на мосту Патона
До реконструкции моста, проведённой в 2004 году, по мосту Патона проходила одна из важнейших трамвайных линий, соединяющая левобережную часть системы киевского трамвая с правобережной. В процессе реконструкции моста Патона были демонтированы трамвайные пути, а по мосту проложена троллейбусная линия, которая, как оказалось, не способна перевезти пассажиропоток трамвайного маршрута. Система киевского трамвая оказалась разделённой на две сети, левобережную и правобережную, что вызвало акции протеста и сборы подписей против прекращения трамвайного сообщения между левым и правым берегом Днепра.
В 2006 году планировался демонтаж трамвайной линии, проложенной по Набережному шоссе. Отсутствие данной трамвайной линии сделает невозможным восстановление трамвайного сообщения левобережной и правобережной сети киевского трамвая через мост Патона. С приходом в киевский городской совет нового городского головы Леонида Черновецкого демонтаж отложили, а в 2008 году городская администрация официально опровергла информацию о демонтаже трамвайной линии на этой улице. Позже распространена информация о планах восстановления трамвайной линии на мосту Патона, однако уже через год было объявлено о демонтаже трамвайных путей с Контрактовой площади, отсутствие которых делает линию по Набережному шоссе изолированной, а её эффективность после возможного восстановления трамвайной линии по мосту Патона будет незначительна.

## Реконструкция
Впервые о необходимости реконструкции моста заговорили в 1990-е годы. Однако в тот момент на это не оказалось средств. В 2008 году в связи с подготовкой к проведению Чемпионата Европы по футболу 2012 о реконструкции заговорили снова. В частности, был разработан проект, согласно которому планируется снять железобетонное покрытие и заменить его более лёгким металлическим. За счёт уменьшения нагрузки несущие балки смогут выдержать восемь полос движения вместо существующих шести. При этом общая ширина моста увеличится с 21 до 38 метров. Тем не менее, в связи с финансовым кризисом, реконструкцию моста отложили. 27 мая 2011 года премьер-министр Украины Николай Азаров заявил, что после окончания строительства Дарницкого железнодорожно-автомобильного моста и Подольско-Воскресенского мостового перехода в Киеве начнётся реконструкция моста Патона. По состоянию на начало 2020 года в городском бюджете Киева средств на реконструкцию моста не предусмотрено.

## Фотогалерея

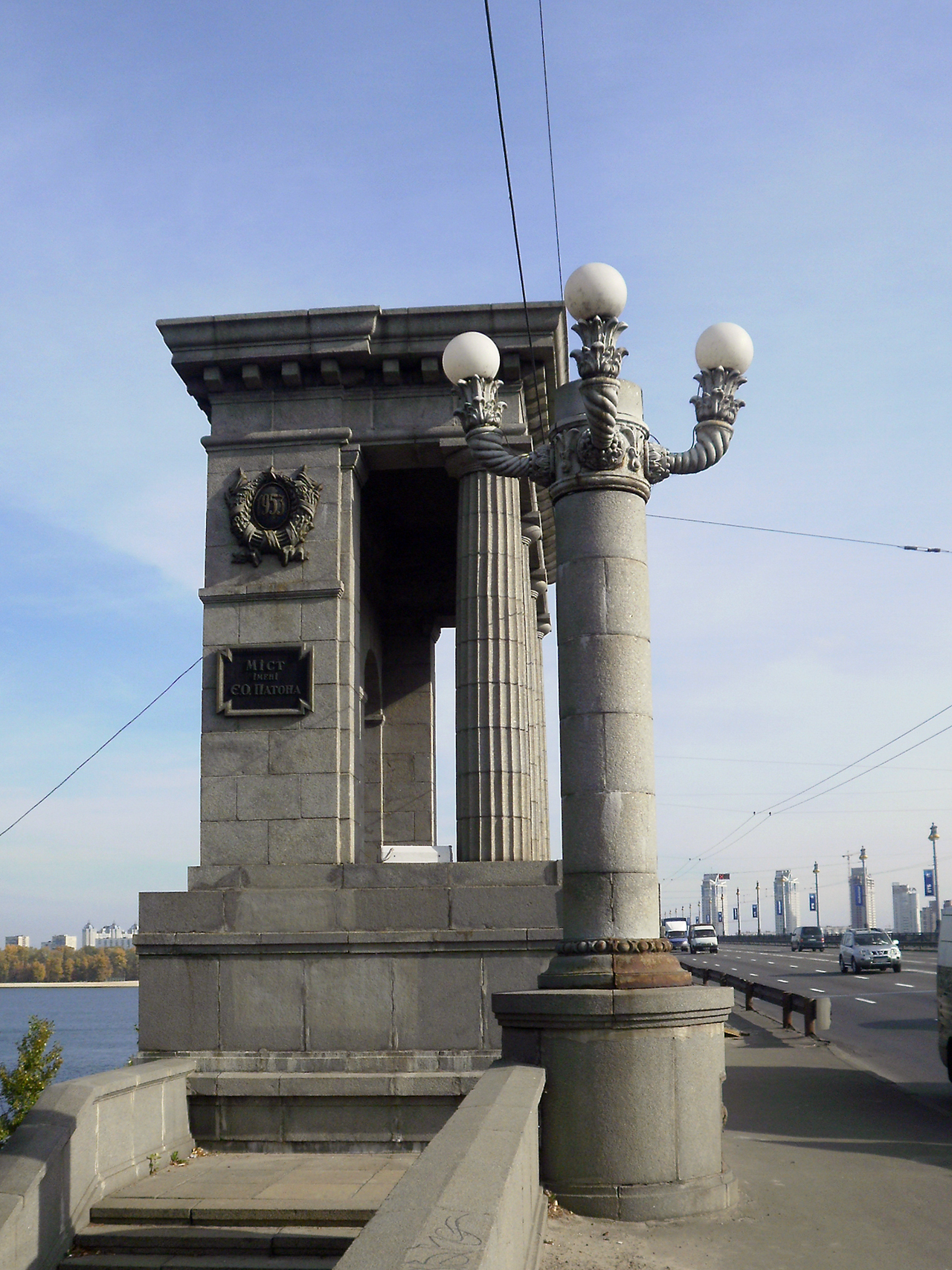
Северные пропилеи
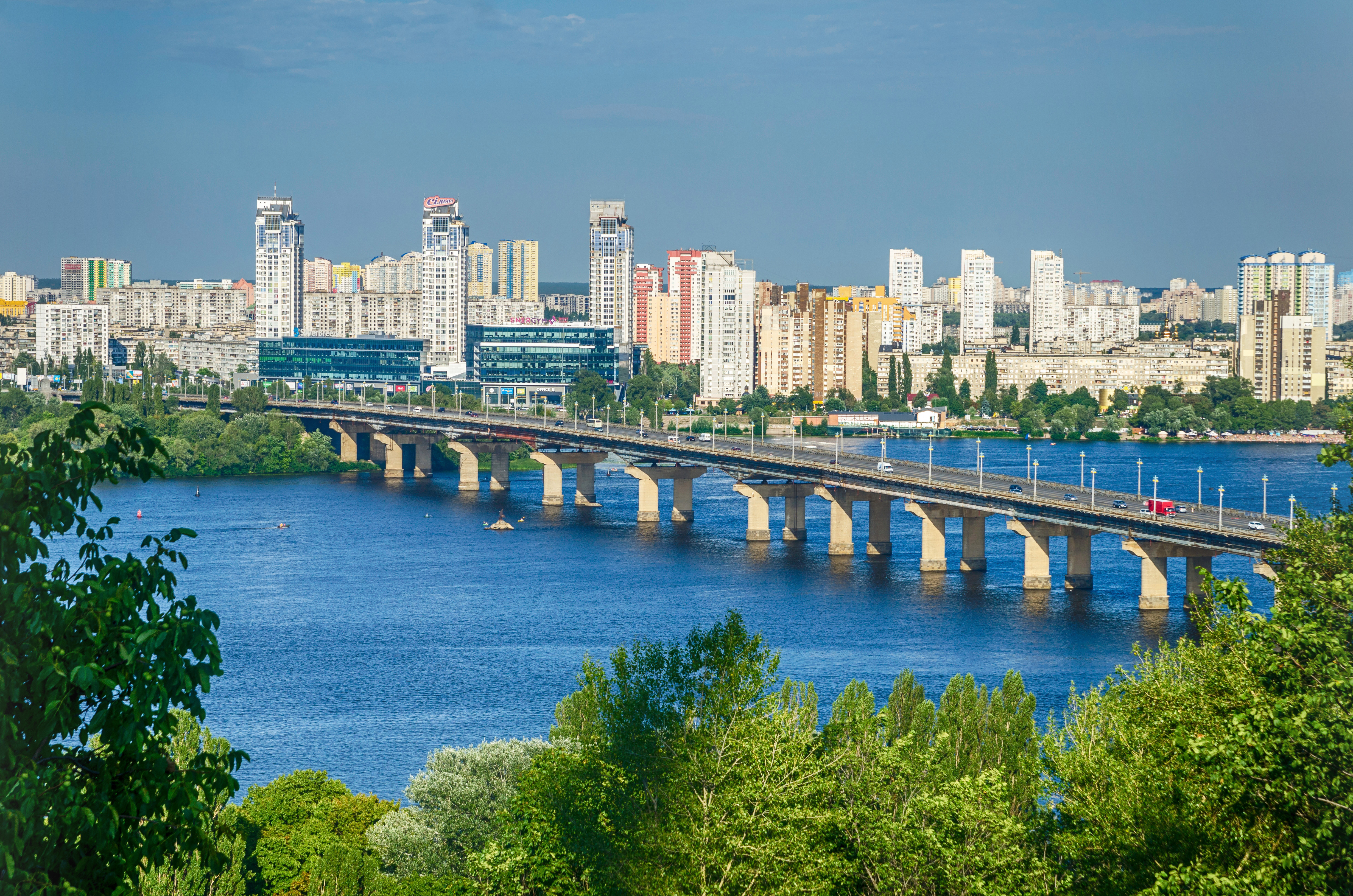
Вид на мост с правого берега
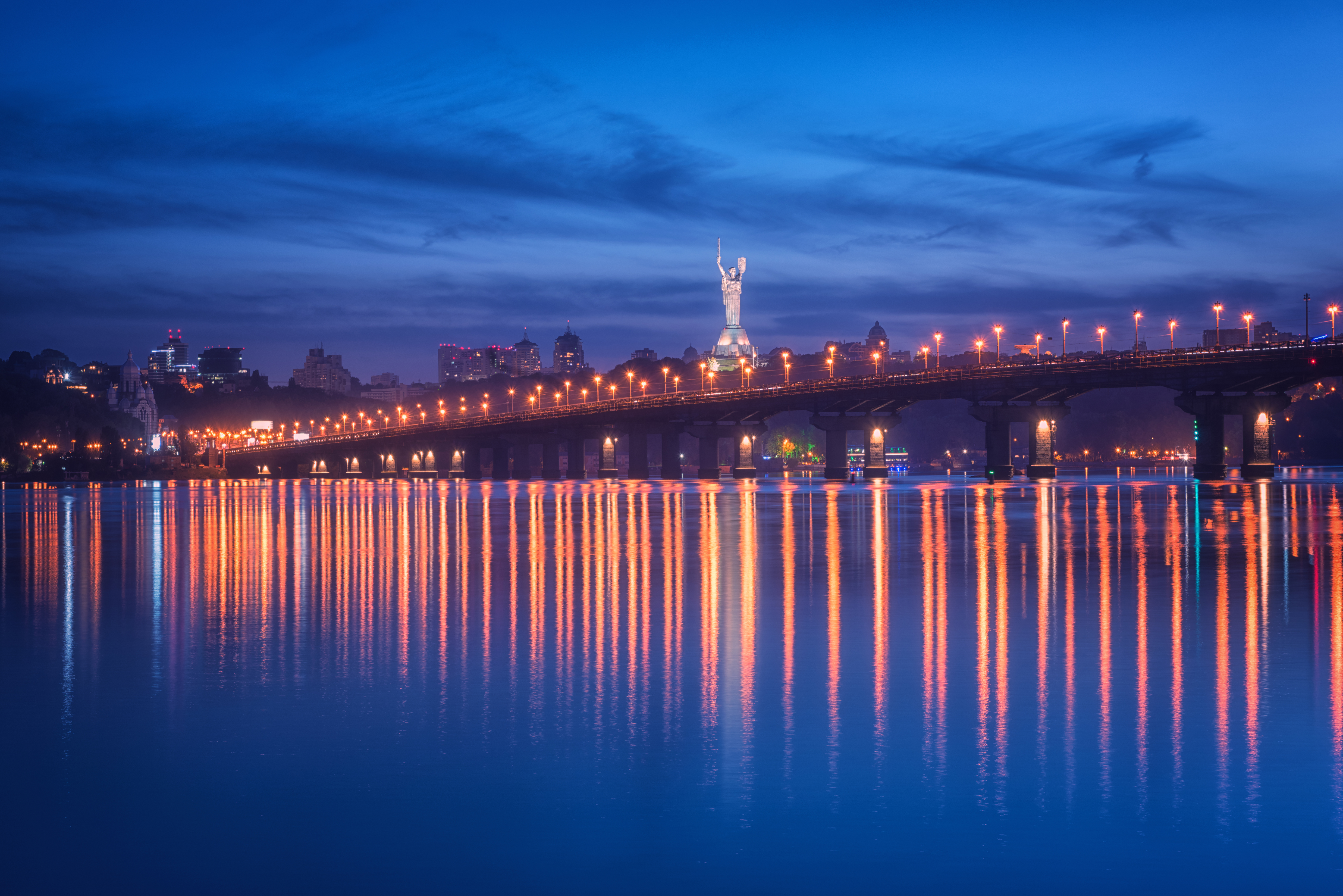
Ночной вид
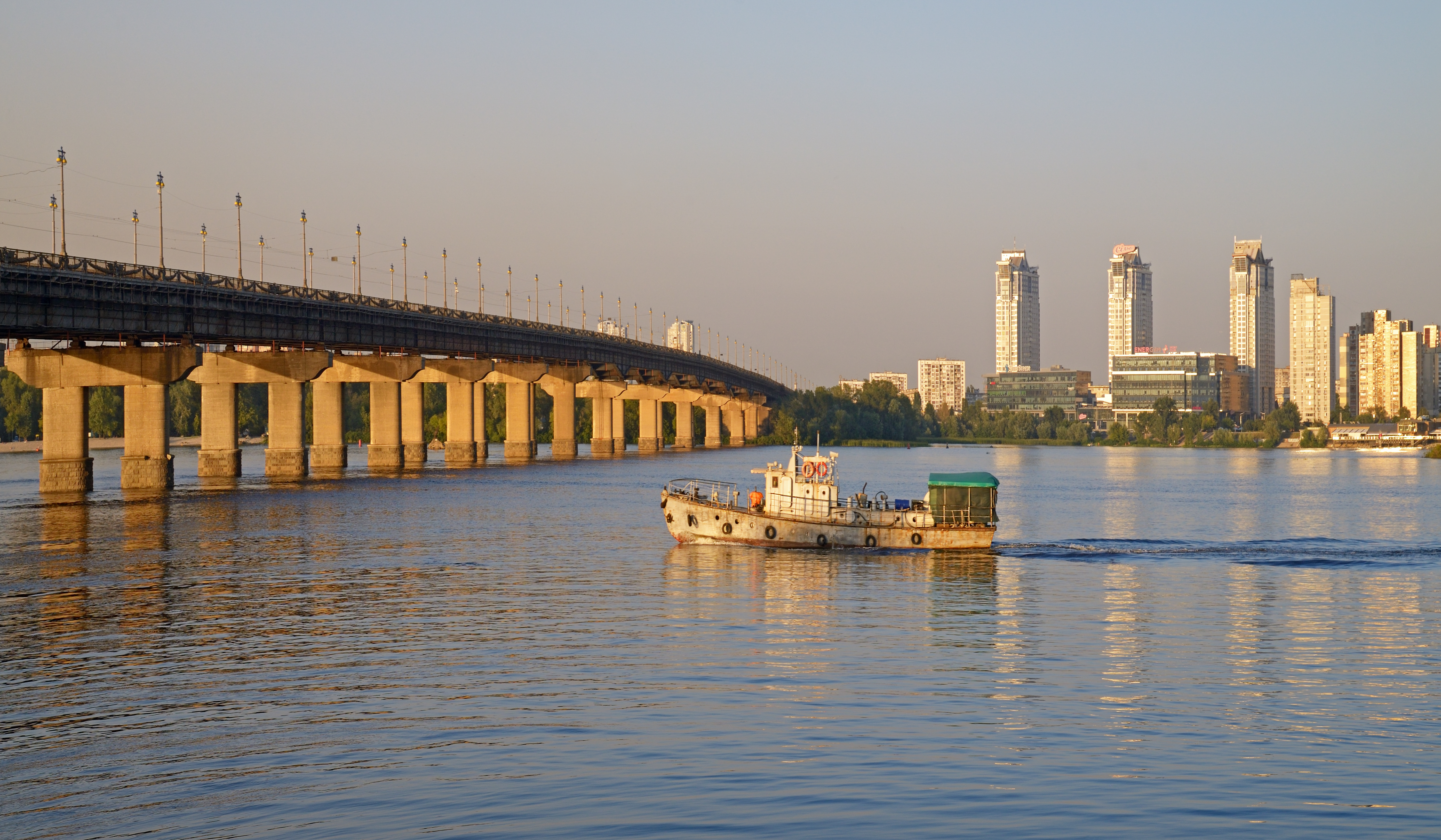
Мост на закате
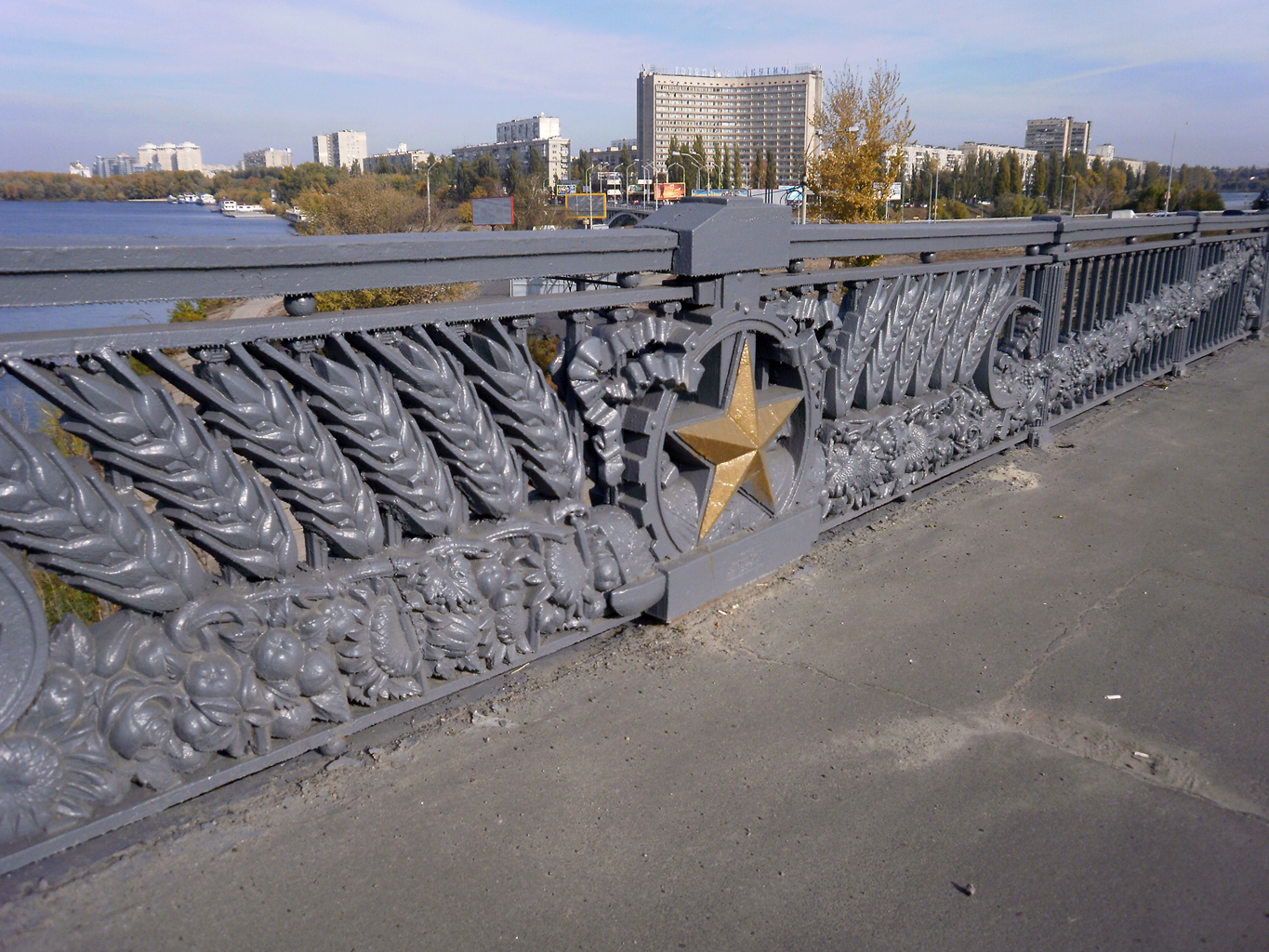
Ограждение моста